# Nákupní park

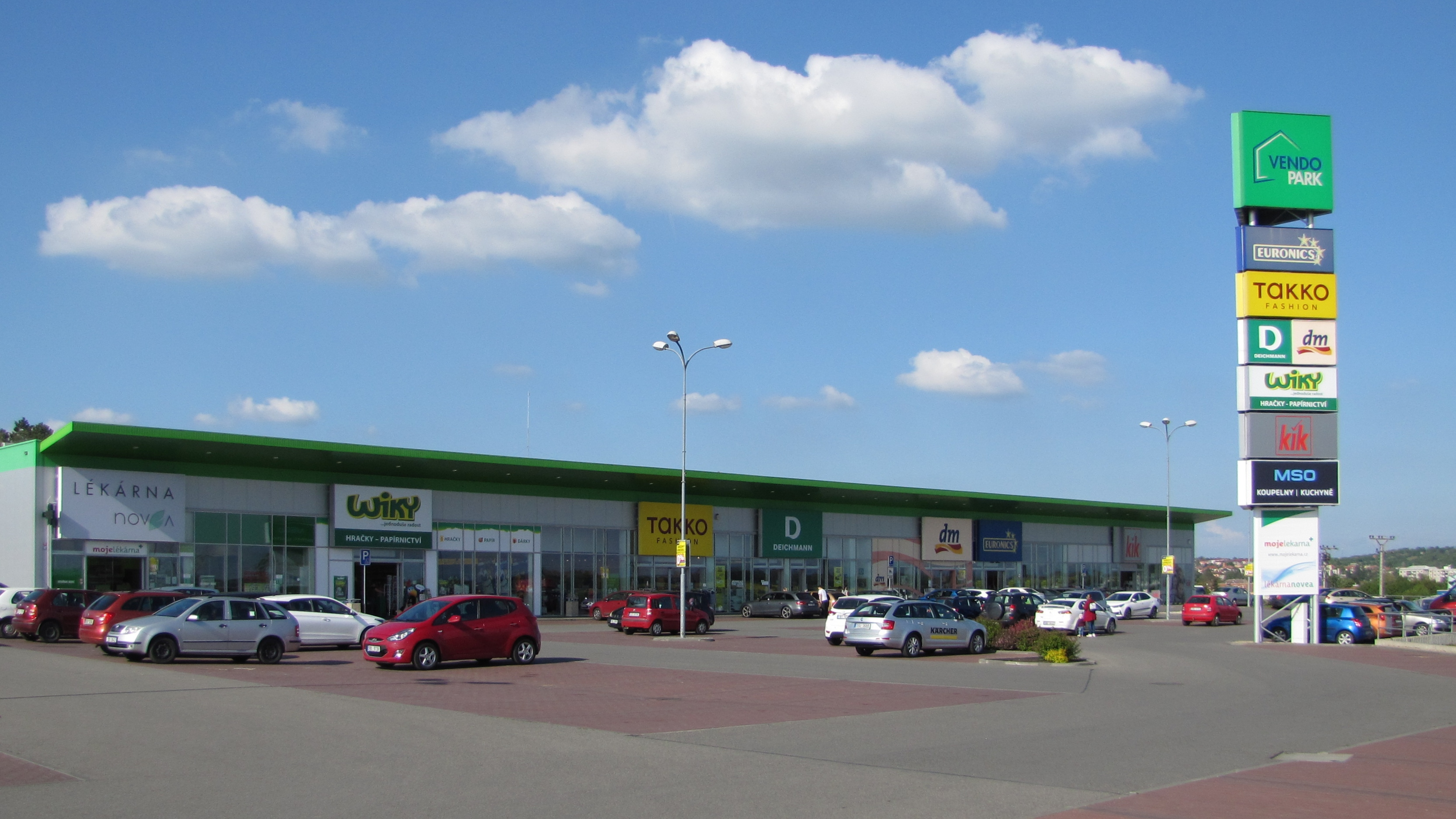
Vendo Park v Kyjově u Kauflandu

Nákupní park nebo maloobchodní park (anglicky retail park nebo power centre) je druh obchodní zóny, která obvykle slouží jako doplněk k hypermarketu nebo supermarketu a která obsahuje od tří do deseti nezávislých prodejen. Nákupní parky mají alespoň 5 000 m² pronajímatelné plochy, největší i více než 20 000 m². V České republice tvořila v roce 2021 celková plocha nákupních parků více než 1 000 000 m².

## Rozdíly oproti nákupnímu centru
Na rozdíl od obchodních center má každá prodejna v nákupním parku nezávisle řešené zásobování i samostatný vchod pro zákazníky přímo ze společného parkoviště. Podobně se každý obchodník řídí vlastní marketingovou strategií. Díky jednoduchému konceptu a výběru prodejen (obvykle potraviny, drogerie, móda, lékárna, elektrospotřebiče a chovatelské potřeby) je možné postavit nákupní park i v menších městech, kde není efektivní postavit klasické nákupní centrum.